# Motovespa
Moto Vespa SA, més coneguda com a Motovespa, fou una empresa espanyola fabricant de motocicletes amb seu a Madrid que tingué activitat entre el 1952 i el 2003. Fundada amb la finalitat de produir sota llicència els escúters Vespa de Piaggio a l'estat espanyol, els socis majoritaris eren l'INI i el Banco Urquijo, de la banda espanyola, i Enrico Piaggio de la italiana. L'èxit de la Vespa al mercat espanyol va fer que Motovespa fos, ja des del 1954, el major fabricant de motocicletes de l'estat, un lloc que ocupà durant dècades gràcies, també, al reeixit ciclomotor que va llançar el 1968, el Vespino. A finals de la dècada del 1990 l'empresa fou absorbida per la matriu, Piaggio, que l'acabà tancant definitivament a començaments del segle XXI.

## Història

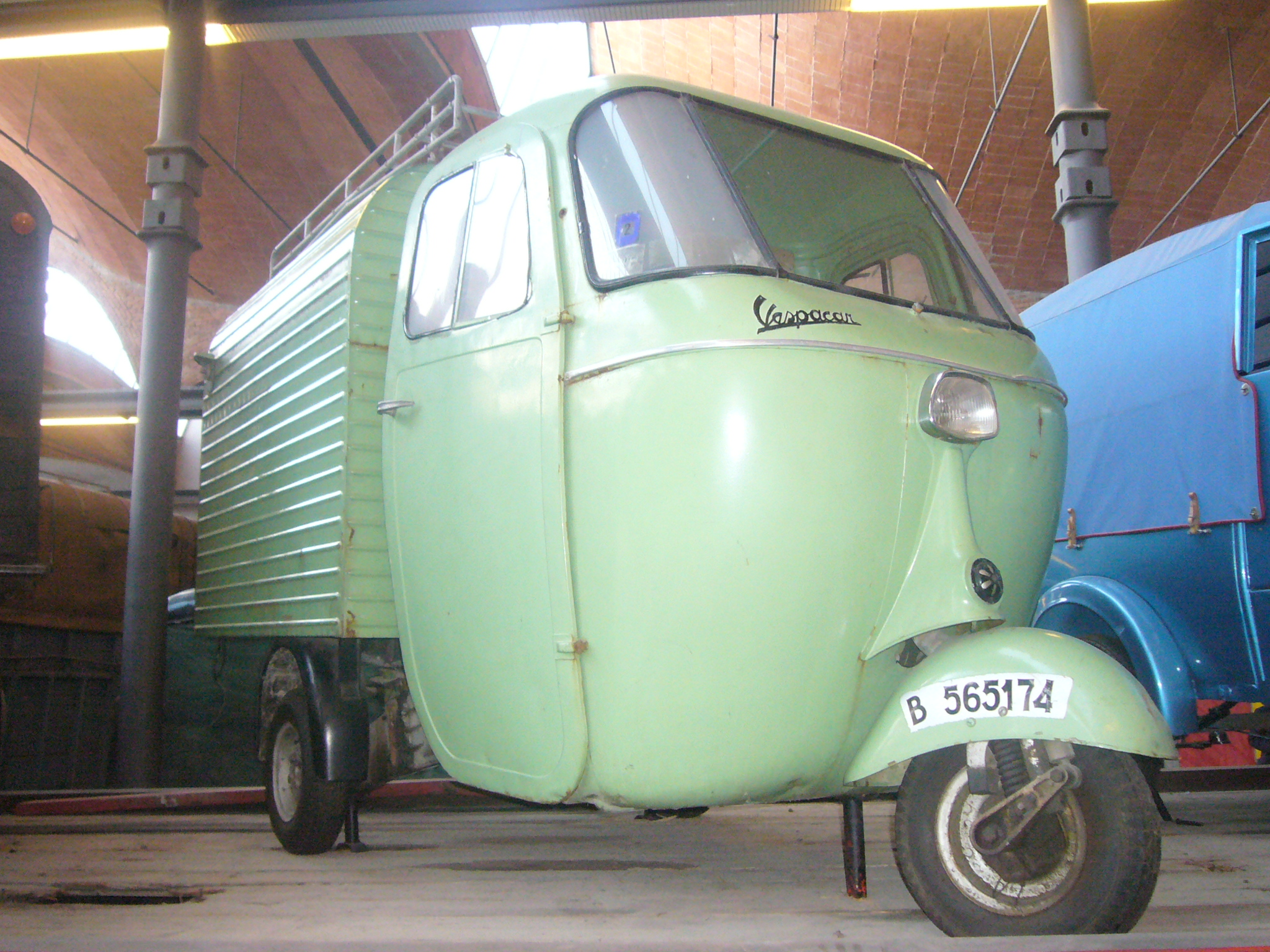
Un Vespacar de 1967 exposat al mNACTEC de Terrassa

Un cop creada, la nova societat Moto Vespa SA va edificar una fàbrica de nova planta a Madrid en una superfície de 13.000 m², concretament al número 6 del carrer Julián Camarillo, al barri de San Blas-Canillejas. El primer model produït per Motovespa fou la Vespa 125 N, amb canvi de tres velocitats, que es comercialitzà a partir del 1953. La moto tingué una gran acceptació i les vendes s'enfilaren ràpidament: 4.450 unitats ja el primer any i 9.305 el 1954 (rècord de vendes d'un fabricant de motocicletes a l'estat espanyol aquell any). Un petit estancament en la xifra de vendes el 1955 va fer que Motovespa remodelés el seu escúter, introduint-hi entre d'altres la novetat de situar el far al manillar en comptes del parafang anterior per tal de millorar-ne la il·luminació (aquesta innovació va fer que la moto es conegués popularment com a "Vespa de far alt"). Els canvis van tenir efecte i el 1956 es van vendre 14.640 Vespes a Espanya, xifra que augmentà a 20.000 el 1957.
Els models de Vespa fabricats a Madrid sovint diferien dels seus equivalents italians en els components. A banda de la novetat del far alt, Motovespa va produir a Madrid la primera Vespa amb encesa electrònica, mentre que les Vespa italianes no varen adoptar aquesta innovació fins a uns anys més tard, amb el model Rally. Motovespa va seguir innovant durant la dècada del 1960, en què llançà noves variants de la Vespa i un motocarro de 150 cc, basat en l'Ape de Piaggio, que va tenir una gran acceptació: el Vespacar.
Les vendes no deixaven de créixer i el bienni 1964-1965 es van superar les 35.000 unitats. Malgrat tot, el boom del SEAT 600 va originar una important davallada de vendes de motocicletes a Espanya. Per a fer-hi front, el 1965 Motovespa va llançar un escúter de 50 cc destinat als més joves, la Vespa 50, però fou un fracàs perquè, en no dur pedals, no es va poder homologar com a ciclomotor i, per tant, calia el permís A1 per a conduir-la. Després d'un nou intent no reeixit amb la Vespa 75 (1967), Motovespa va encertar finalment amb un nou model de ciclomotor, el Vespino (1968).

### El Vespino

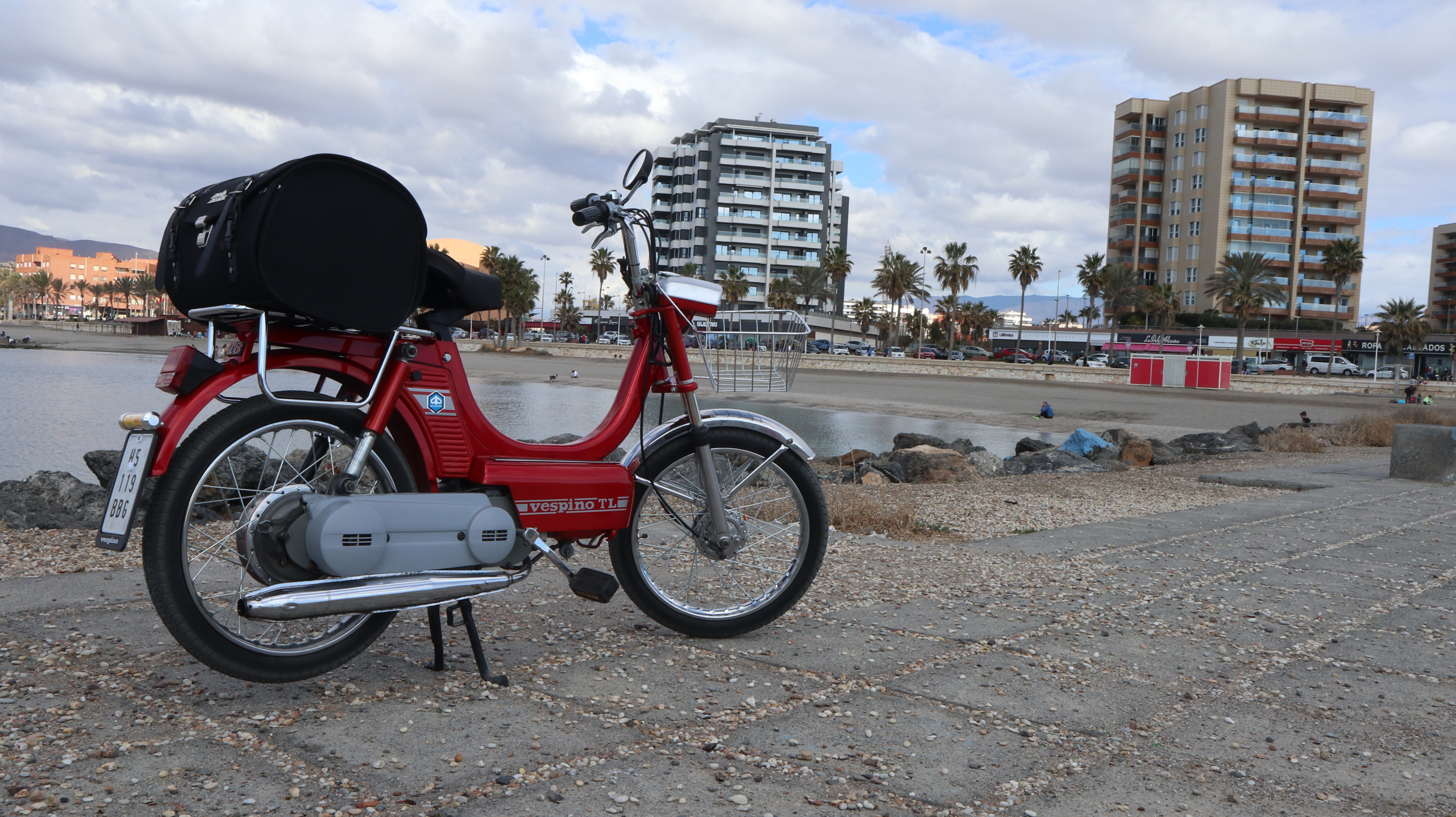
Un Vespino TL dels volts de 1980

Llançat el 19 de febrer de 1968, el Vespino representà per a Motovespa un èxit comercial sense precedents. Es tractava d'un ciclomotor de 50 cc desenvolupat íntegrament per l'empresa espanyola que es basava en la filosofia de les Vespa (comandaments al manillar, far integrat, netedat i facilitat de desmuntatge) però, a més, introduïa un factor clau que en possibilitava una conducció molt còmoda: canvi de velocitats automàtic de tipus CVT. A banda, el Vespino es podia conduir opcionalment com si fos una bicicleta, simplement pedalant. Només al primer any, se'n van vendre més de 25.000.
El Vespino va resultar ser un fenomen social i, durant dècades, va ser el mitjà de transport per excel·lència dels adolescents. La seva facilitat de conducció i manteniment, unida a un preu relativament econòmic i al fet que, per a conduir-lo, no calgués l'A1 (a l'època n'hi havia prou amb una llicència expedida de forma automàtica per la Guàrdia Civil), feia que molts pares els en compressin un als seus fills. Durant anys, el Vespino, ja fos de propietat o bé deixat per algun amic, va representar el primer contacte amb una motocicleta per a nombrosos joves arreu de l'estat. La seva repercussió social durant les dècades del 1970 i 1980 fou tal que aquest vehicle ha estat comparat sovint al SEAT 600: tant l'un com l'altre van possibilitar que les classes mitjanes a Espanya tinguessin un mitjà de transport a l'abast i van "motoritzar" una generació sencera.

### Dels anys 70 als 90

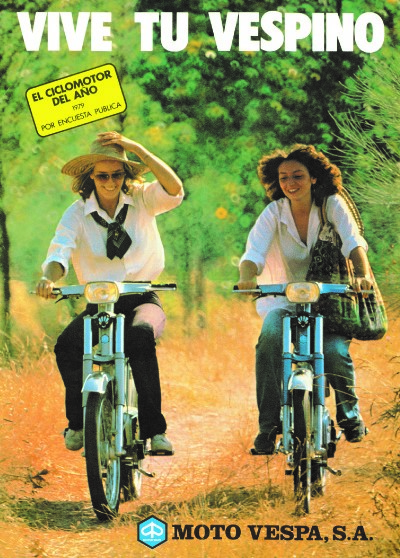
Publicitat de Moto Vespa de 1980

L'any 1969, el Vespino s'exportava al Regne Unit, França, Alemanya, el Marroc, Colòmbia i Xile entre altres països. Al tombant de la dècada del 1970, Motovespa aconseguí superar la crisi de la motocicleta que afectà la gran majoria de fabricants catalans. Mentre que empreses mítiques com ara Bultaco, Montesa, OSSA o Sanglas acabaven tancant o sent absorbides per alguna marca japonesa, Motovespa (igual que va poder fer Derbi), va sobreviure gràcies al sector del ciclomotor. Les vendes del Vespino no es van veure afectades en no tenir competència directa de cap fabricant japonès, com sí que era el cas de les motocicletes de cilindrada superior. En un sol any, el 1977, Motovespa va produir 55.000 unitats de Vespino.
A banda dels models que comercialitzava sota les marques Motovespa, Piaggio i Vespa, a partir de les dècades del 1970 i 1980 l'empresa en va fabricar i distribuir també d'altres: Gilera (empresa absorbida per Piaggio el 1969) i Puch (absorbida el 1987). A començaments dels 80, les Gilera de motocròs van aconseguir diversos èxits al campionat d'Espanya a mans de pilots com ara Randy Muñoz, Pablo Colomina o Domingo Illa.
A finals de la dècada del 1990, Motovespa exportava a 35 països de tot el món i ocupava prop de 1.000 treballadors. El 1996, Piaggio absorbí l'empresa i la rebatejà com a Piaggio España S.A.U., iniciant un llarg procés de deslocalització. L'any 2000 es va deixar de fabricar el Vespino, posant fi així a un model que va arribar a vendre 1.800.000 unitats al llarg de tres decennis. Piaggio va tancar aquell any mateix la històrica fàbrica madrilenya i en va obrir una altra, molt més petita, a la propera Arganda del Rey. La fàbrica de Madrid fou enderrocada el 2001. Poc després, l'agost del 2003, Piaggio va tancar definitivament la seva fàbrica d'Arganda. El 2006, Piaggio va dissoldre la societat Piaggio España i en va transferir el contingut empresarial a la fàbrica Derbi de Martorelles, llavors encara activa i propietat també de la multinacional italiana.

## Models de Vespa fabricats
Els principals models de Vespa produïts per Motovespa van ser aquests:
- 1953: Vespa 125 N/125 CE

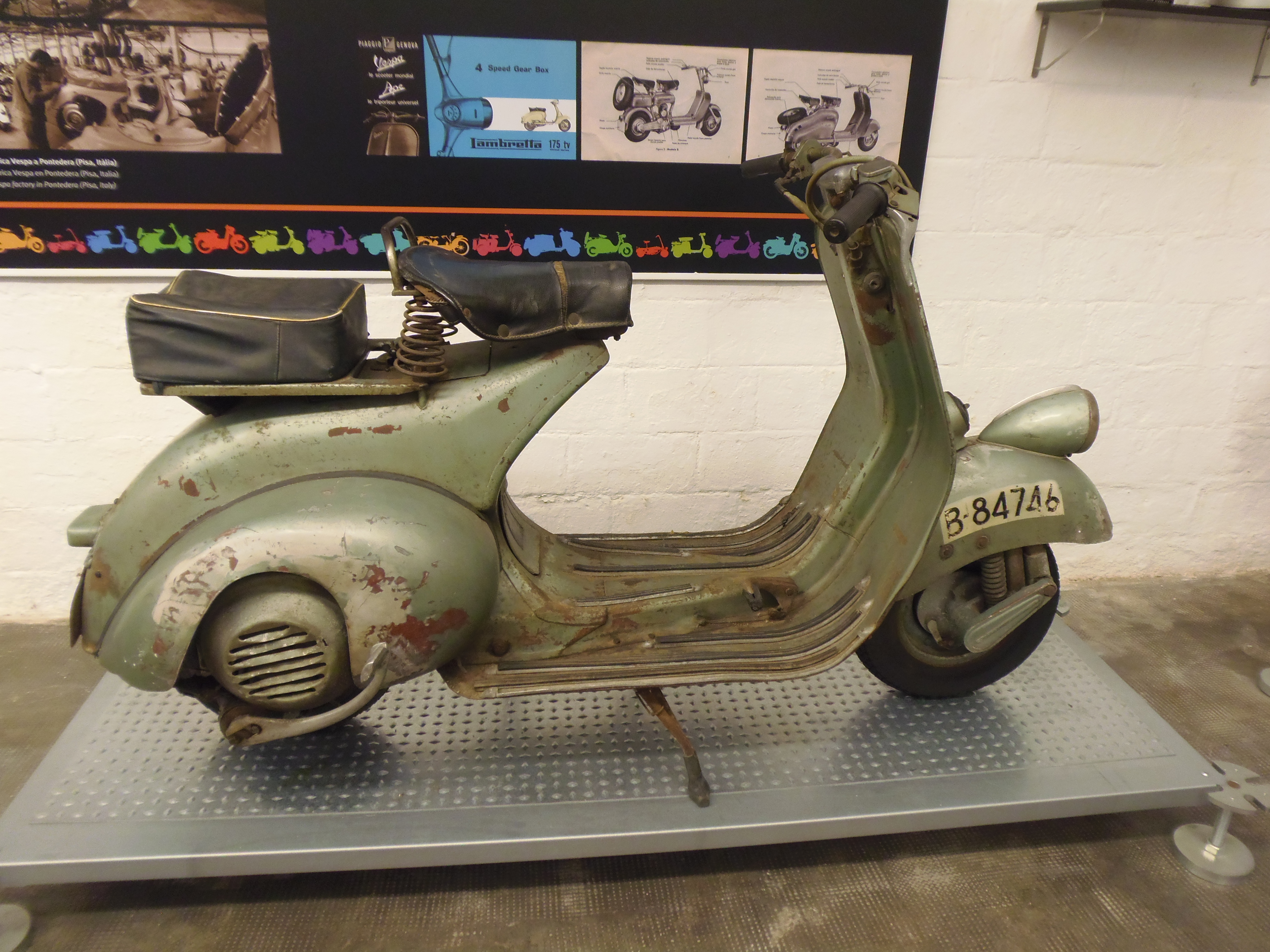
La primera Vespa venuda a Barcelona, el 1953: una N 125

- 1955: Vespa 125 "Suspensió millorada"/125 N "Far al manillar"
- 1956: Vespa 125 S "Seient biplaça"
- 1958: Vespa 125 N "Nou velocímetre"/125 S "Seient biplaça"
- 1960: Vespa 125 N/125 S "Seient biplaça"
- 1961: Vespa 150 S "Llum de fre"
- 1964: Vespa 150 S "Far trapezoïdal"
- 1965: Vespa Super 125 "Far rodó"/150 Sprint "Maleter angulós"
- 1968: Vespa 160 "Encesa electrònica"
- 1973: Vespa 160 GT Electronic "Nou seient"
- 1974: Vespa 125 SL "Tres franges"
- 1978: Vespa T3 Primavera 125
- 1979: Vespa T3 Primavera 75/200 DS
- 1983: Vespa PK 75/125
- 1984: Vespa 200 DN/200 Iris
- 1987: Vespa T5 125/200 TX

Cal esmentar alguns models creats específicament per al mercat espanyol, entre ells aquests:
- Motovespa 150 Sprint[12]
- Motovespa 75PK-S
- Motovespa 75PK-S Elestart
- Motovespa 75PK-XL
- Motovespa CL125/CL150/DS200: un model híbrid creat amb la forquilla i el far frontal de la Vespa Rally i la carrosseria de la Vespa PX
- Motovespa Iris: variant espanyola de la Vespa PX
- Motovespa T5 Sport: versió espanyola de la Vespa T5